# Conradin Cramer

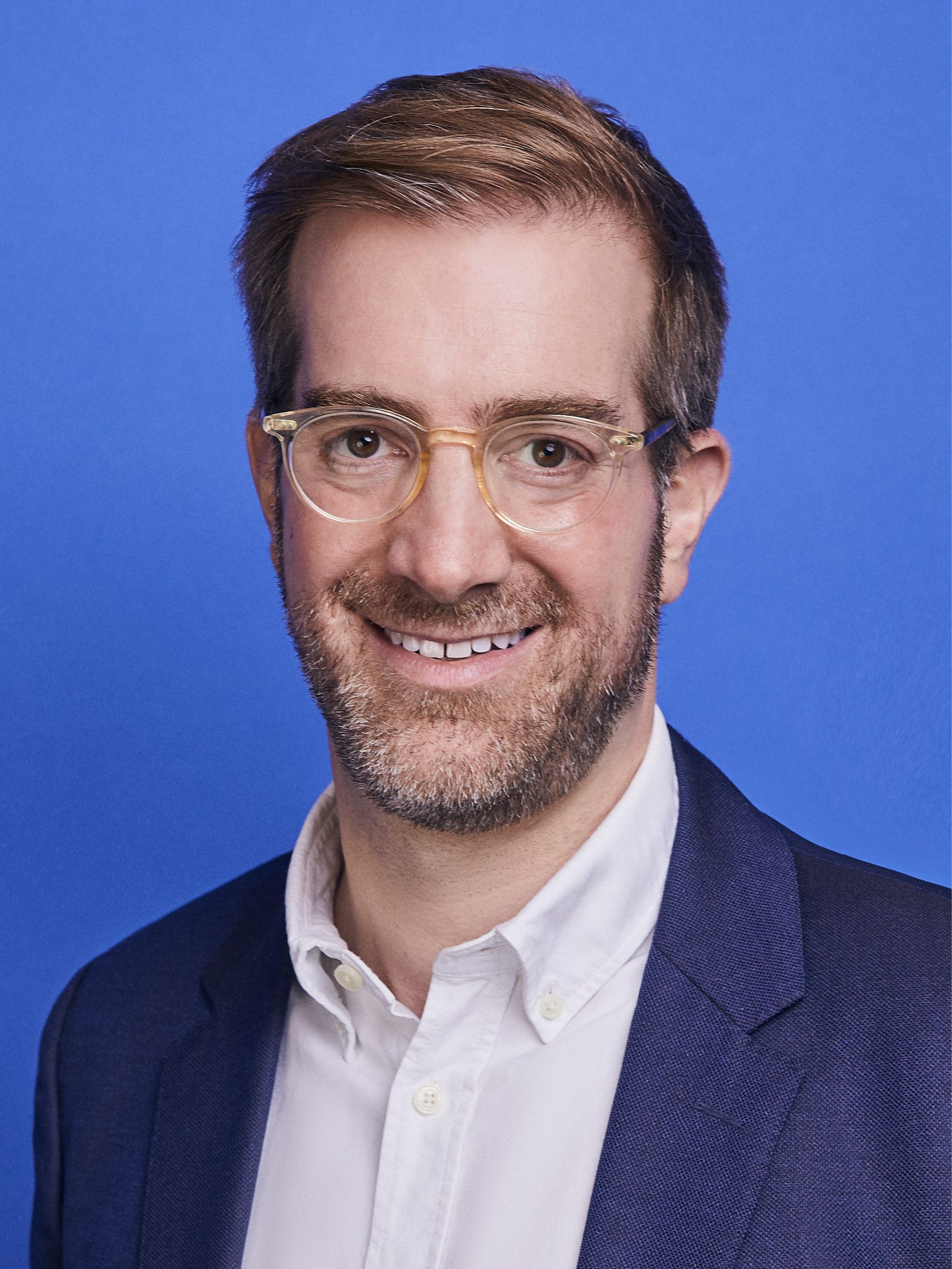
Conradin Cramer (2020)

Conradin Cramer (* 1979 in Basel; heimatberechtigt in Basel und Zürich) ist ein Schweizer Jurist und Politiker (Liberal-Demokratische Partei LDP). Er ist seit 2017 Regierungsrat im Kanton Basel-Stadt, seit 1. Mai 2024 als Präsident.

## Leben
Conradin Cramer wurde geboren als Sohn des Diplomaten Hans Conrad Cramer (1918–1979) und seiner Frau Meret, geborene Vischer. Seine Mutter ist eine Cousine des späteren Regierungsrats Ulrich Vischer. Cramer besuchte das Gymnasium Bäumlihof, das er mit der Matura abschloss. Er studierte Rechtswissenschaften an der Universität Basel und der Albert-Ludwigs-Universität in Freiburg im Breisgau und promovierte mit der Dissertation Der Bonus im Arbeitsvertrag, für die er 2007 mit dem Preis der Juristischen Fakultät der Universität Basel ausgezeichnet wurde. 2011 erlangte er an der University of California, Berkeley den Titel eines Master of Laws (LL.M.). Von 2013 bis 2019 hatte er einen Lehrauftrag für Privatrecht an der Universität Basel. Im Dezember 2017 schloss er seine Habilitation ab und erhielt von der Universität Basel die venia docendi für Privatrecht und den Titel eines Privatdozenten verliehen. Er ist seit 2017 Mitglied des Universitätsrats.
Von 2007 bis zu seinem Amtsantritt als Regierungsrat war er hauptberuflich als Rechtsanwalt und seit 2009 auch als Notar in der Kanzlei Vischer in Basel tätig.
Cramer ist Alt-Mitglied des Schweizerischen Zofingervereins und Vorgesetzter E.E. Zunft zum Schlüssel. Er ist zudem Mitglied der Gesellschaft der Schildner zum Schneggen. Seit Mai 2018 ist Conradin Cramer auch Präsident des Stiftungsrats der Stiftung «éducation21», die sich der Bildung für nachhaltige Entwicklung (BNE) widmet.
Er ist verheiratet, Vater von zwei Töchtern und lebt mit seiner Familie in Riehen.

## Politik
Cramer war von 2002 bis 2007 Mitglied des Einwohnerrats der Gemeinde Riehen. Von 2005 bis 2017 gehörte er dem Grossen Rat des Kantons Basel-Stadt an. Von 1999 bis 2005 war er Präsident der Jungliberalen Basel. Im Grossen Rat gehörte er von 2009 bis 2014 der Parlamentsleitung, dem sogenannten Büro des Grossen Rates, an. Am 6. Februar 2013 wurde Cramer mit 90 von 98 Stimmen zum Präsidenten des Grossen Rates für das Amtsjahr 2013/2014 gewählt und war damit der jüngste Grossratspräsident seit 100 Jahren. Von 2014 bis Februar 2017 präsidierte er die Bau- und Raumplanungskommission.
Im Oktober 2015 kandidierte Conradin Cramer für den Nationalrat. Er erreichte den zweiten Listenplatz und war damit erster Nachrückender für den gewählten Christoph Eymann. Am 8. März 2016 nominierte die Parteiversammlung der Liberal-Demokratischen Basel-Stadt Cramer als ihren Kandidaten für die Regierungsratswahlen 2016. Am 23. Oktober 2016 wurde er im ersten Wahlgang in den Regierungsrat gewählt. Am 8. Februar 2017 trat Cramer sein Amt als Vorsteher des Erziehungsdepartements des Kantons Basel-Stadt an. Bei den Gesamterneuerungswahlen 2020 wurde er im Amt bestätigt. Am 3. März 2024 holte er im ersten Wahlgang für die Wahl ins Regierungspräsidium am meisten Stimmen, verpasste jedoch wie die anderen Kandidaten das absolute Mehr. Der zweite Wahlgang fand am 7. April 2024 statt, wo er mit deutlichem Vorsprung auf den Herausforderer Eric Weber (VA) gewählt wurde. Der Amtsbeginn wurde für den 1. Mai 2024 angesetzt. Am 20. Oktober 2024 wurde er im ersten Wahlgang bestätigt.

## Publikationen
- Der Bonus im Arbeitsvertrag. Stämpfli Verlag, Bern 2007, ISBN 978-3-7272-0697-9.
- In die Politik gehen. Tipps für den Nachwuchs. NZZ Libro, Zürich 2021, ISBN 978-3-907291-26-9.